# Ti porto a cena con me
Ti porto a cena con me è un singolo della cantante italiana Giusy Ferreri, pubblicato il 19 febbraio 2014 come primo estratto dal quarto album in studio L'attesa.

## Descrizione
Il brano vede come compositori Dardust e Roberto Casalino, il quale ha scritto interamente il testo, ed è stato presentato da Ferreri al Festival di Sanremo 2014 insieme all'altro brano L'amore possiede il bene; durante la manifestazione Ti porto a cena con me ha ottenuto il 57% delle preferenze rispetto a L'amore possiede il bene, per poi classificarsi nono al termine della kermesse.

## Accoglienza
Marinella Venegoni de La Stampa ha definito il brano come «una ballata romantica e furbescamente tradizionale», mentre Gianni Poglio di Panorama, lo ha definito come «un brano d'atmosfera, potente quanto basta e ben interpretato dalla Ferreri».
Mario Luzzatto del Corriere della Sera ha definito la melodia del brano adatta ad esaltare le qualità della cantante. Paolo Giordano de il Giornale lo ha definito quasi cantautorale e appena fuori moda.

## Video musicale
Il video è stato reso disponibile il 19 febbraio 2014 in anteprima televisiva su Radio Italia, per poi essere pubblicato la mattina seguente sul canale YouTube della cantante.
La regia è stata affidata a Gaetano Morbioli (già collaboratore di Ferreri per altri suoi video) ed è stato girato a Verona presso tre differenti location: Osteria Ponte Pietra, Cafè Carducci e Osteria La Fontanina.

## Tracce
Testi e musiche di Dario Faini e Roberto Casalino.
1. Ti porto a cena con me – 3:57

## Classifiche
| Classifica (2014) | Posizione massima |
| ----------------- | ----------------- |
| Italia            | 14                |